# Храм Святого Саввы
Храм Свято́го Са́ввы (серб. Храм светог Саве) в Белграде на Врачаре — храм Сербской православной церкви, главный престол которого освящён в честь первого сербского архиепископа и национального героя Сербии святого Саввы (1175—1236). Строился начиная с 1935 года на месте сожжения мощей Саввы османскими властями в 1594 году. Крупнейший православный храм на Балканах и один из крупнейших в мире, именуется мемориальным храмом. Образцом при строительстве послужил собор Святой Софии в Стамбуле.
Отделочные работы в храме закончились в 2021 году. Важнейшей частью внутреннего убранства стала мозаика, созданная сербскими и русскими мастерами.

## История храма

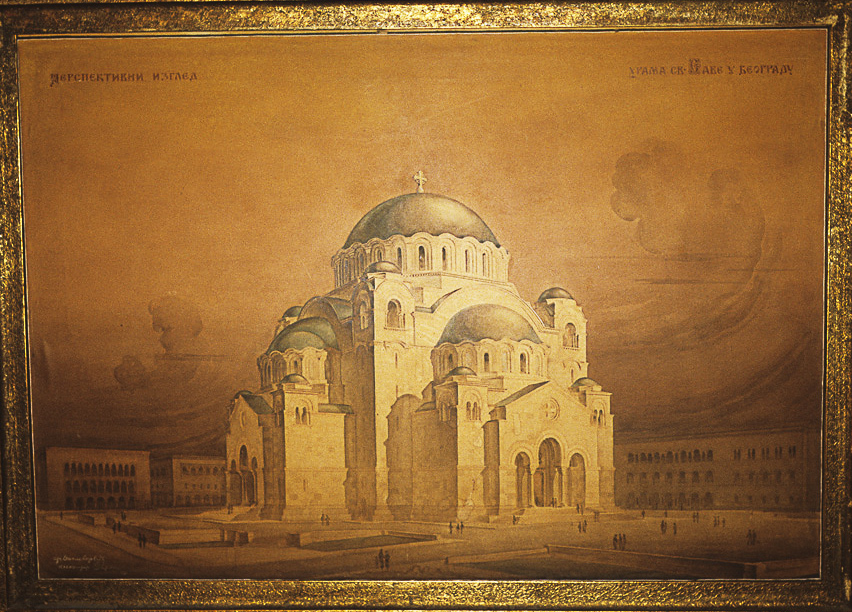
Эскиз храма Святого Саввы, выполненный А. Дероко (1931)

Место для храма было выбрано в 1894 году — спустя ровно 300 лет после того, как османский сардар Синан-паша приказал сжечь мощи святого Саввы, считающегося символом сербской нации. Сожжение произошло на площади на холме Врачар, находящемся в южной части Белграда. Там и было решено начать строительство (сейчас на этом холме, помимо храма, расположена Национальная библиотека Сербии, а также разбит обширный парк). В 1905 году был объявлен конкурс, причём от архитекторов изначально ждали монументализма в сербско-византийском стиле. Ни один из пяти представленных проектов не был признан достойным. Второй конкурс из-за Первой мировой войны был объявлен только в 1926 году. На этот раз проектов было 22, но ни один из них не победил. Наконец, в 1930 году специальная комиссия утвердила план строительства, представленный молодыми архитекторами Богданом Несторовичем и Александром Дероко.
Строительные работы начались в 1935 году. К 1939 году были возведены стены высотой 12 метров, однако из-за Второй мировой войны строительство было приостановлено. Оно не возобновлялось в течение почти всей коммунистической эпохи, и только в 1985 году власти разрешили снова развернуть работы. В 1989 году был достроен купол, к 2004 году были закончены основные строительные работы. В том же году состоялось официальное открытие храма. В марте 2008 года был освящён придел собора в честь святых мучеников Ермила и Стратоника.

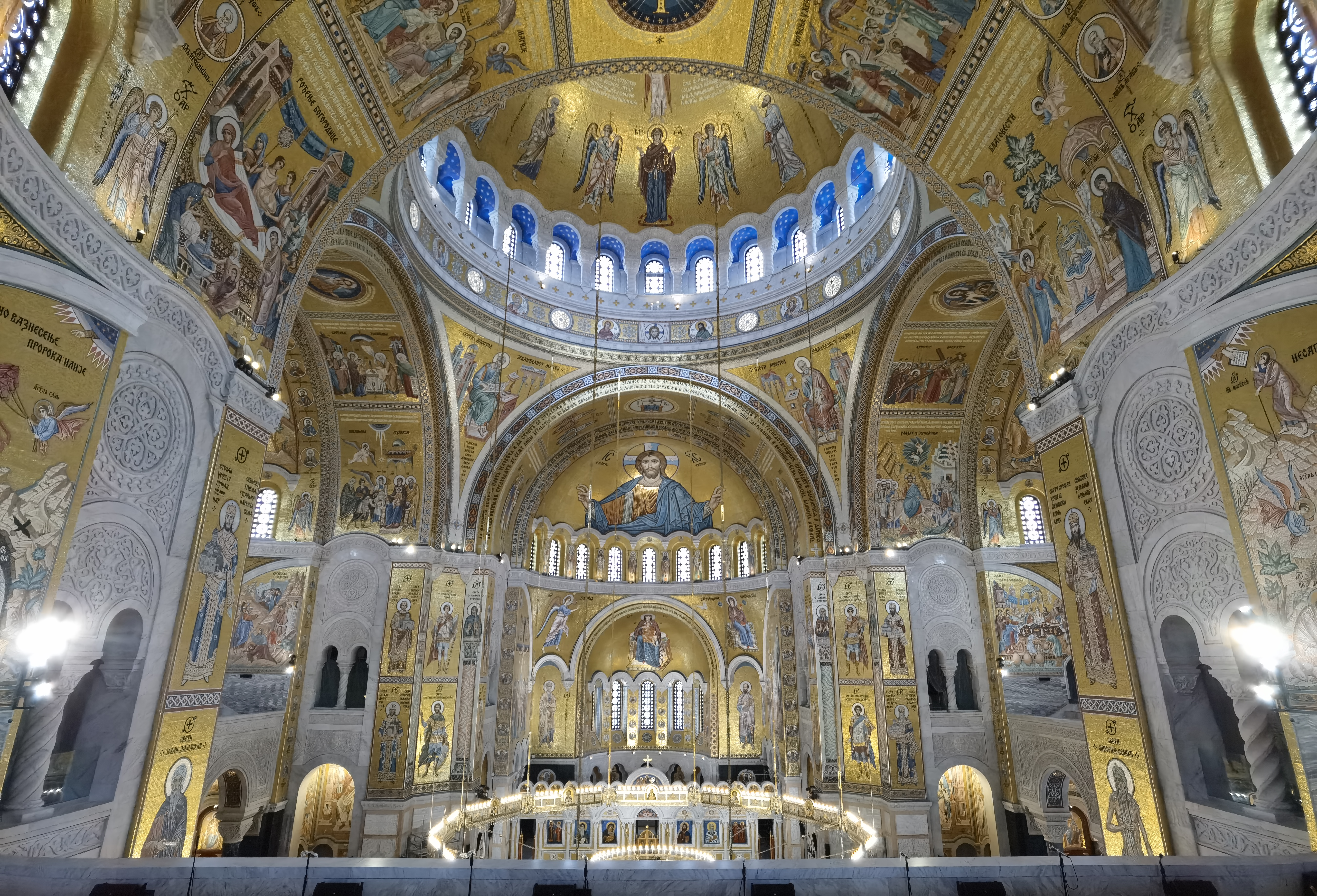
Интерьер Храма Святого Саввы

В последующие годы продолжались работы по оформлению внутреннего убранства собора. Генеральным координатором этих работ с 2015 года является Россотрудничество. Они финансировались за счёт внебюджетных средств, предоставляемых российскими компаниями, которые ведут бизнес в Сербии. В частности, на средства, выделенные «Газпром нефтью», российские мастера совместно с сербскими сложили мозаику главного купола (общей площадью 1230 м²), которая была изготовлена 70-ю художниками из России и Сербии под руководством народного художника России Николая Мухина. В декабре 2018 года начался монтаж мозаики в алтарной части. Работа над мозаиками общей площадью 15 тысяч квадратных метров была завершена в сентябре 2020 года, полностью отделочные работы закончились в 2021 году.
22 ноября 2020 года в крипте храма, предназначенной для погребения будущих предстоятелей СПЦ, был похоронен патриарх Ириней. 18 февраля 2021 года в храме прошло заседание Архиерейского собора Сербской православной церкви, на котором был избран патриарх Сербский Порфирий.

## Архитектурные особенности

Вид с воздуха на Храм

Архитекторы Александр Дероко и Богдан Несторович использовали классический византийский стиль эпохи правления императора Юстиниана I. Прямым образцом служила главная церковь Византийской империи — Софийский собор в Константинополе. Однако по своей планировке храм Святого Саввы всё же отличается от константинопольского образца, так как здесь не было осуществлено слияние базилики с центральным строением. Добавление четырёх башенок вокруг главного купола стало элементом сербского средневекового стиля.
Имея размеры 91 м х 81 м и занимая площадь 7570 м², храм Святого Саввы примерно соответствует масштабам Софийского собора, но имеет больший диаметр купола (35 м), а также большую высоту (65 м).

## Мозаика
Важнейшей частью внутреннего убранства храма стало мозаичное полотно, покрывающее стены и своды. Его общая площадь составляет 15 тысяч кв. метров. Для создания мозаики было использовано около 50 млн элементов с самой широкой цветовой палитрой — одних только оттенков синего насчитывается более 50. Суммарный вес всех камешков-тессеров превышает 300 тонн.
Конкурс на проект мозаики храма Святого Саввы выиграла мастерская ММО «Фонд ЮНЕСКО» под руководством народного художника РФ, академика РАХ Николая Мухина. Над оформлением одной из главных православных святынь Балкан при поддержке «Газпром нефти» около шести лет трудились 70 мастеров из России и Сербии. Мозаика создавалась в московских мастерских Российской академии художеств, а затем крупными фрагментами перевозилась в Белград.
Так как храм посвящен Святому Савве, во внутреннем убранстве представлены сюжеты, связанные с сербскими святыми и преподобными мучениками, а наряду с ними — общехристианские темы. Мастера в основном ориентировались на византийскую иконопись XII века: в главном куполе, в частности, изображено Вознесение Христово.
Креативная лаборатория «Гигарама» при поддержке «Газпром нефти» создала в 2022 году виртуальную экскурсию по мозаике храма Святого Саввы. Специалисты собрали фотопанораму в 25 гигапикселей из 600 снимков высокой чёткости, позволяющую осмотреть любой фрагмент со 100-кратным приближением. Проект под названием «Душа Сербии» должен, по замыслу его создателей, помочь лучше понять сюжет мозаики и ее историю. Он разрабатывался при участии доктора искусствоведения Ирины Бусевой-Давыдовой, ведущего эксперта Российской академии художеств по теме православной иконописи. Продюсером проекта выступил почетный консул Сербии в Московской области Российской Федерации Александр Дыбаль. «Душа Сербии» вошла в шорт-лист просветительской премии российского общества «Знание».

## Галерея

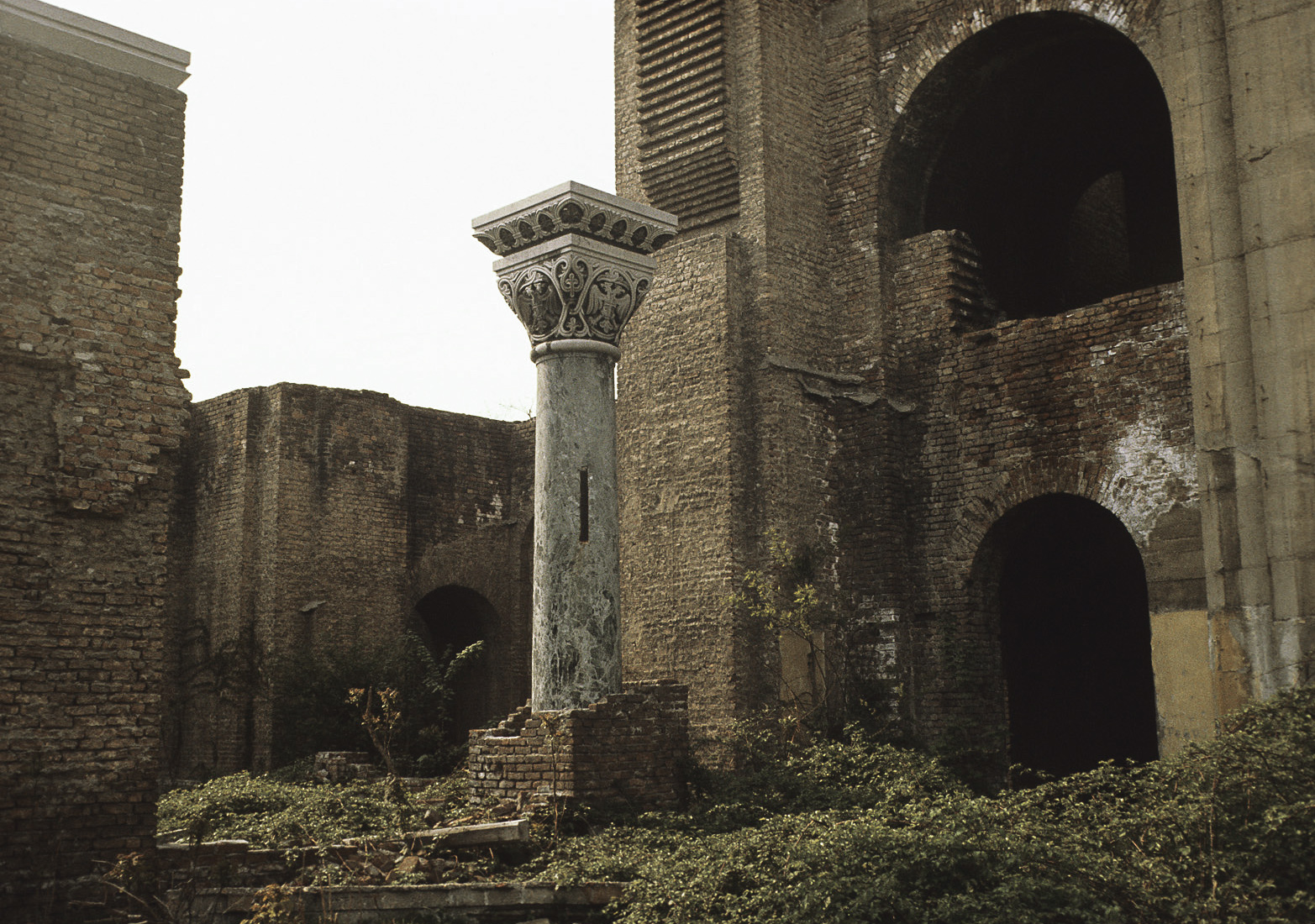
Внутреннее пространство храма в 1981 году
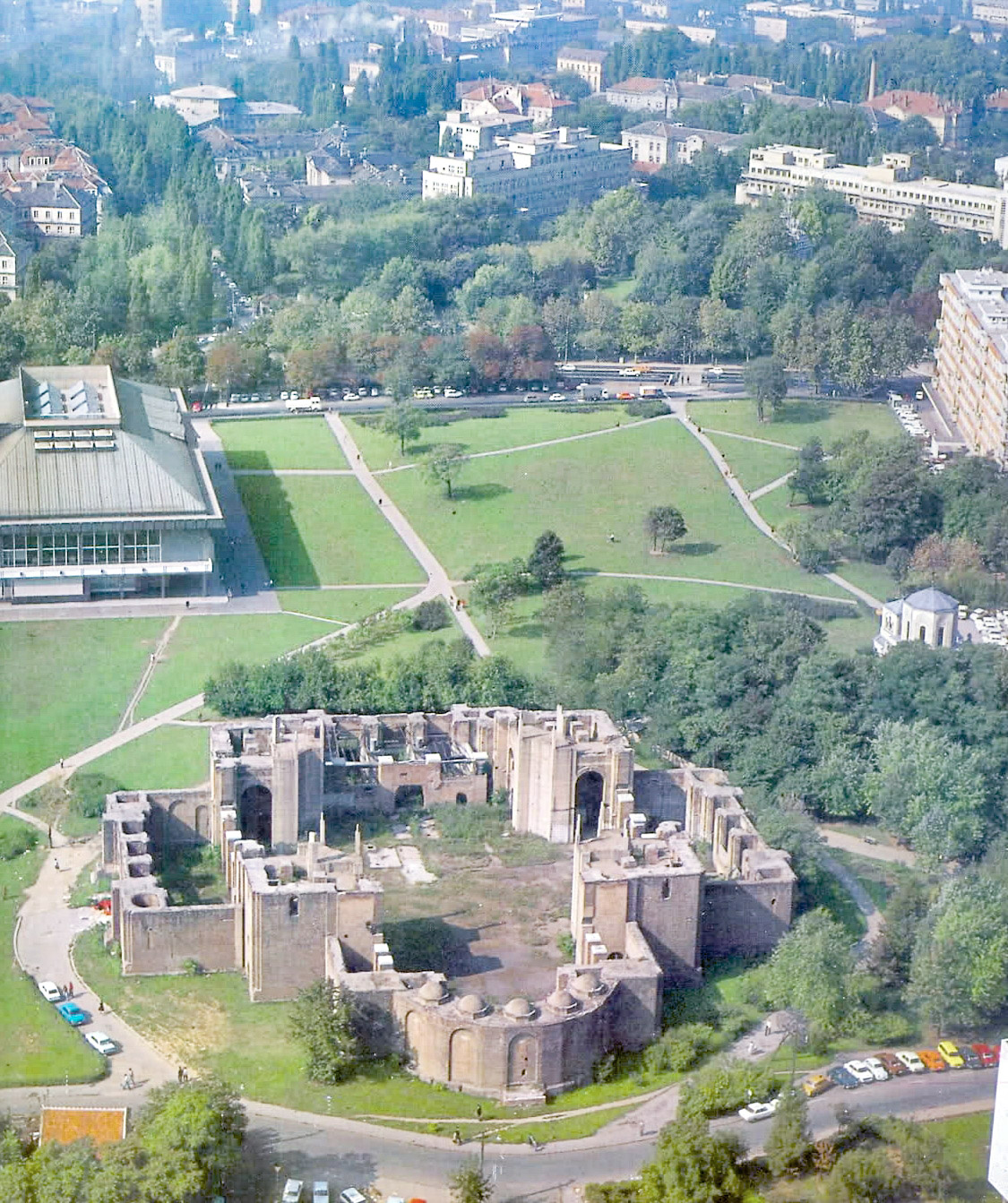
Недостроенный храм в 1984 году
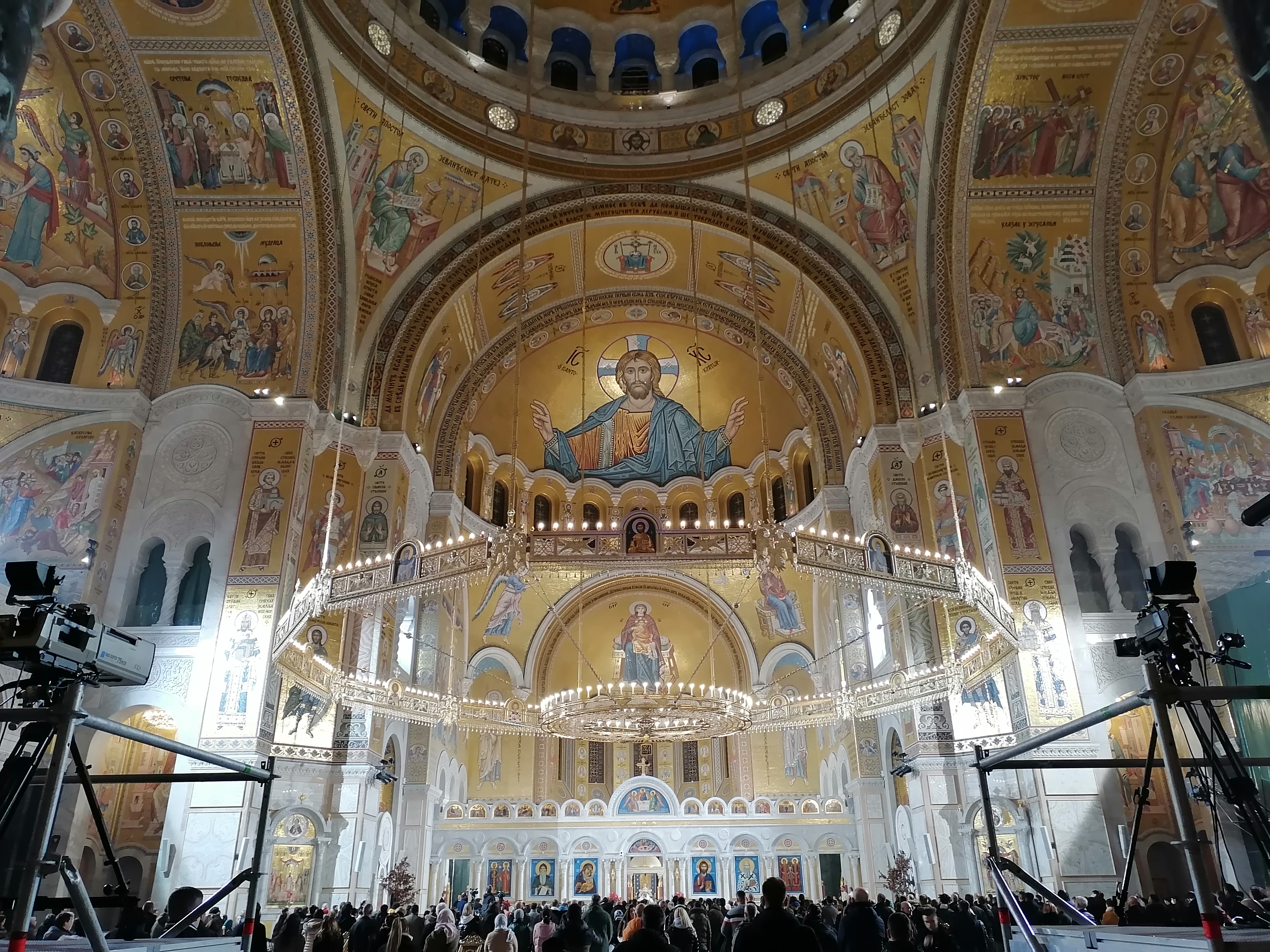
Интерьер
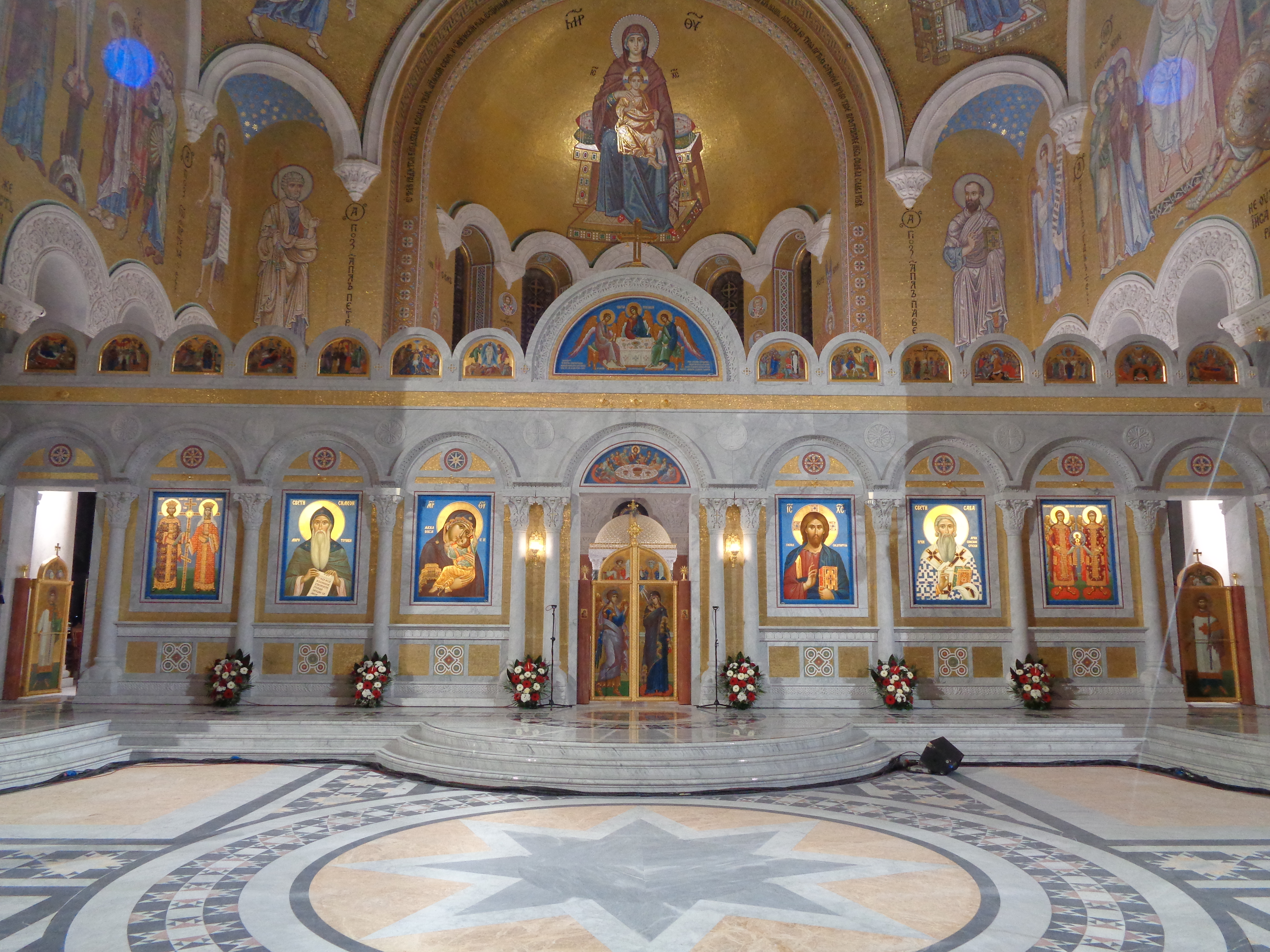
Интерьер
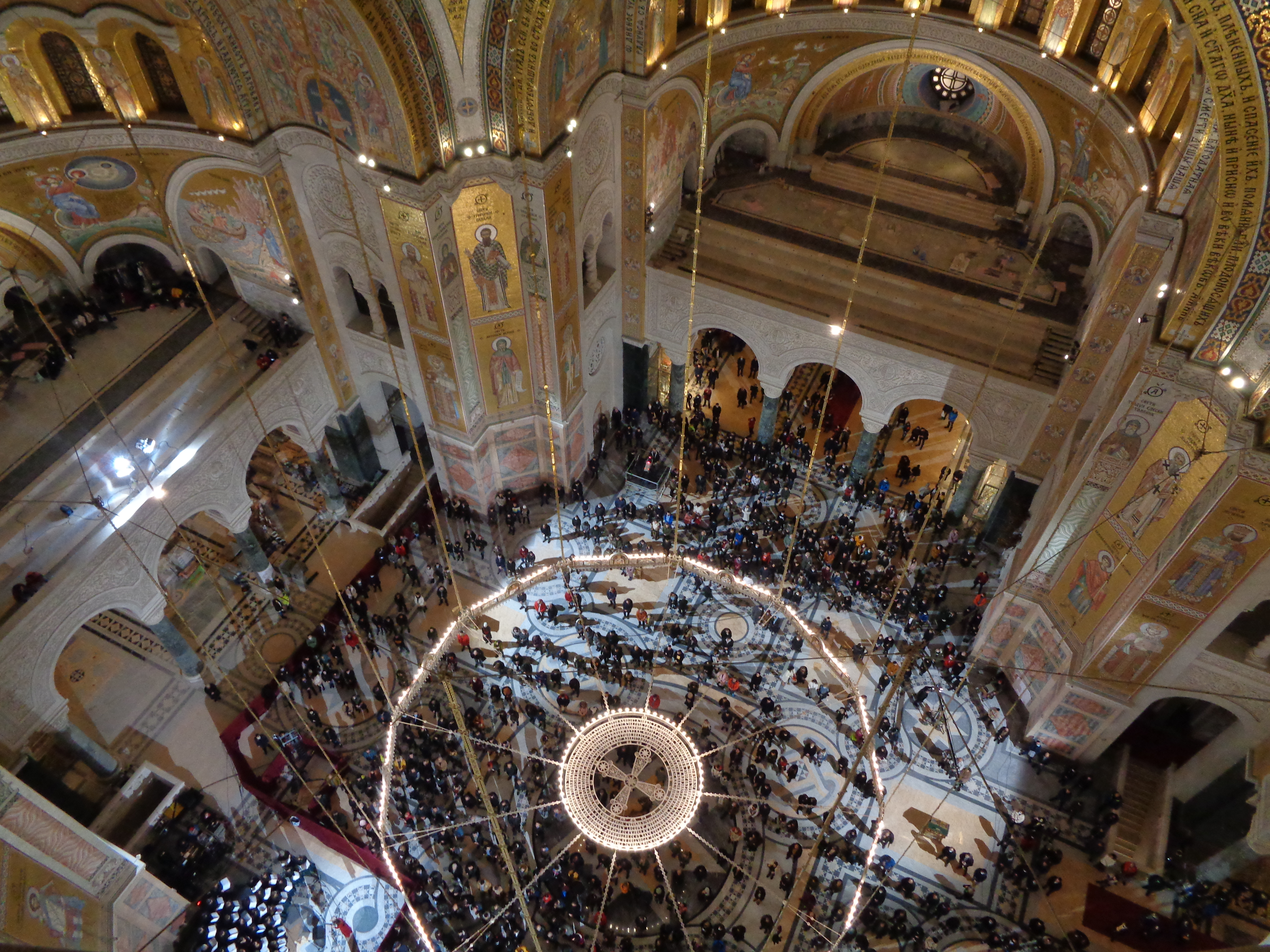
Интерьер
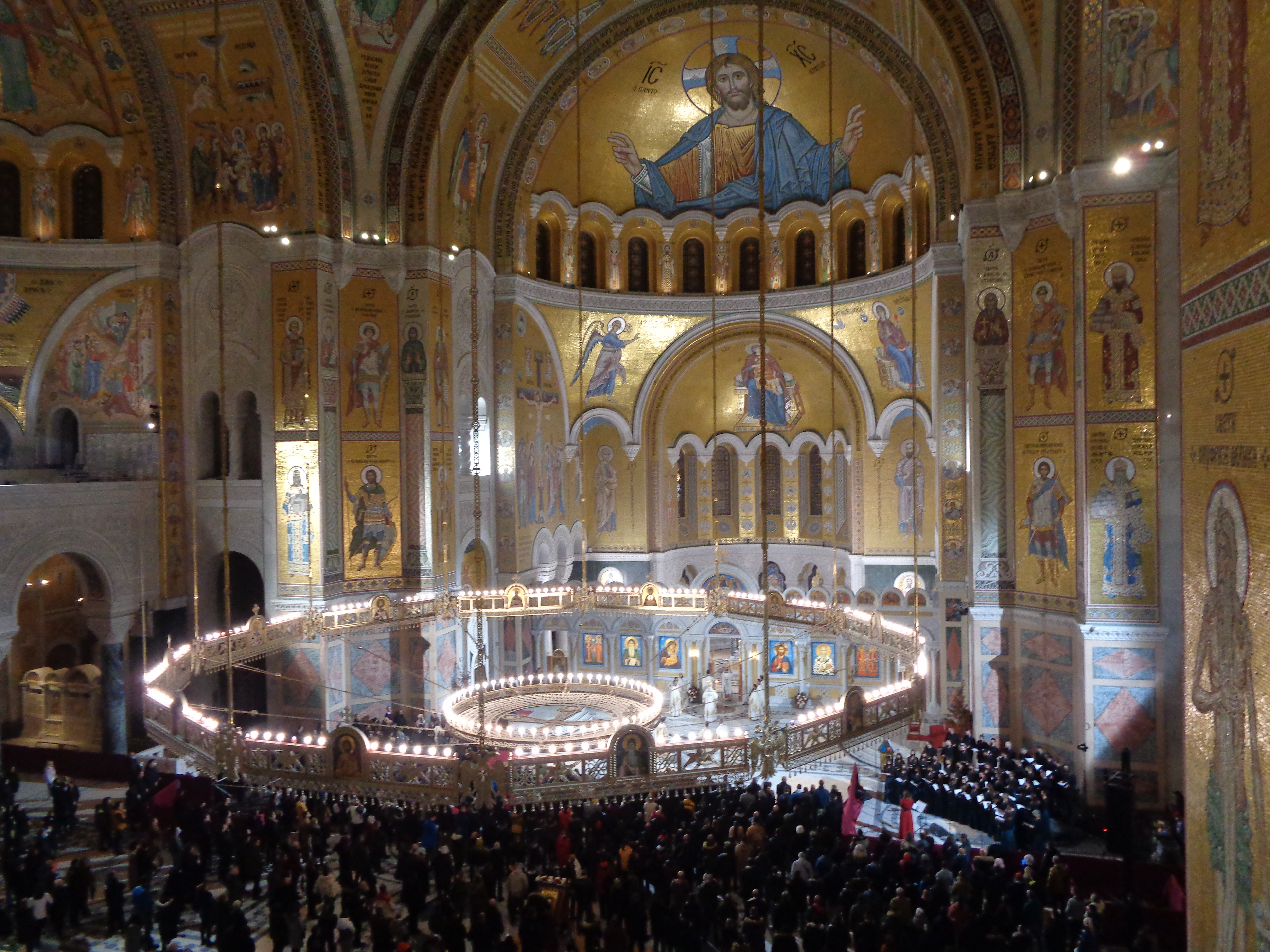
Интерьер
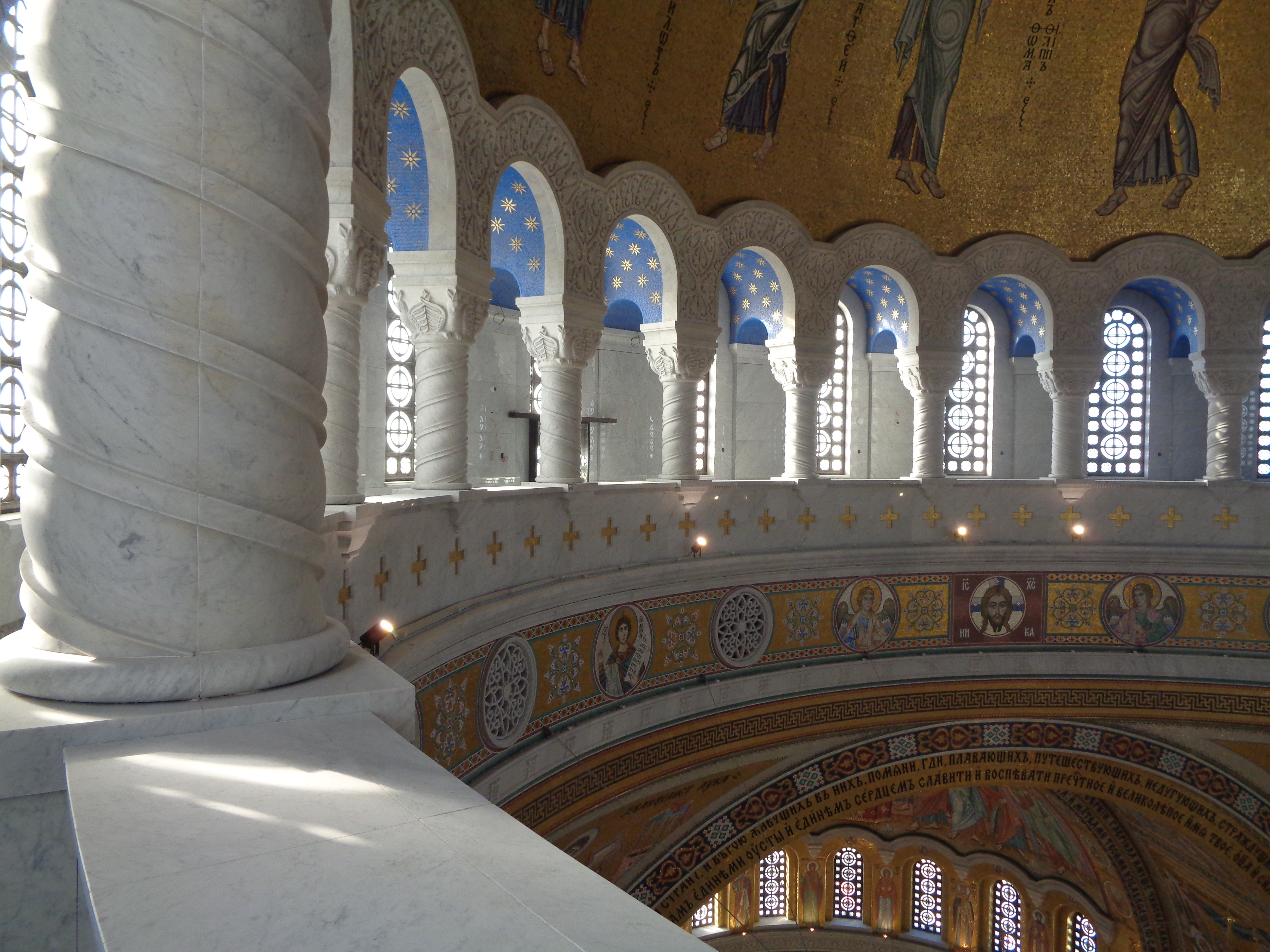
Интерьер
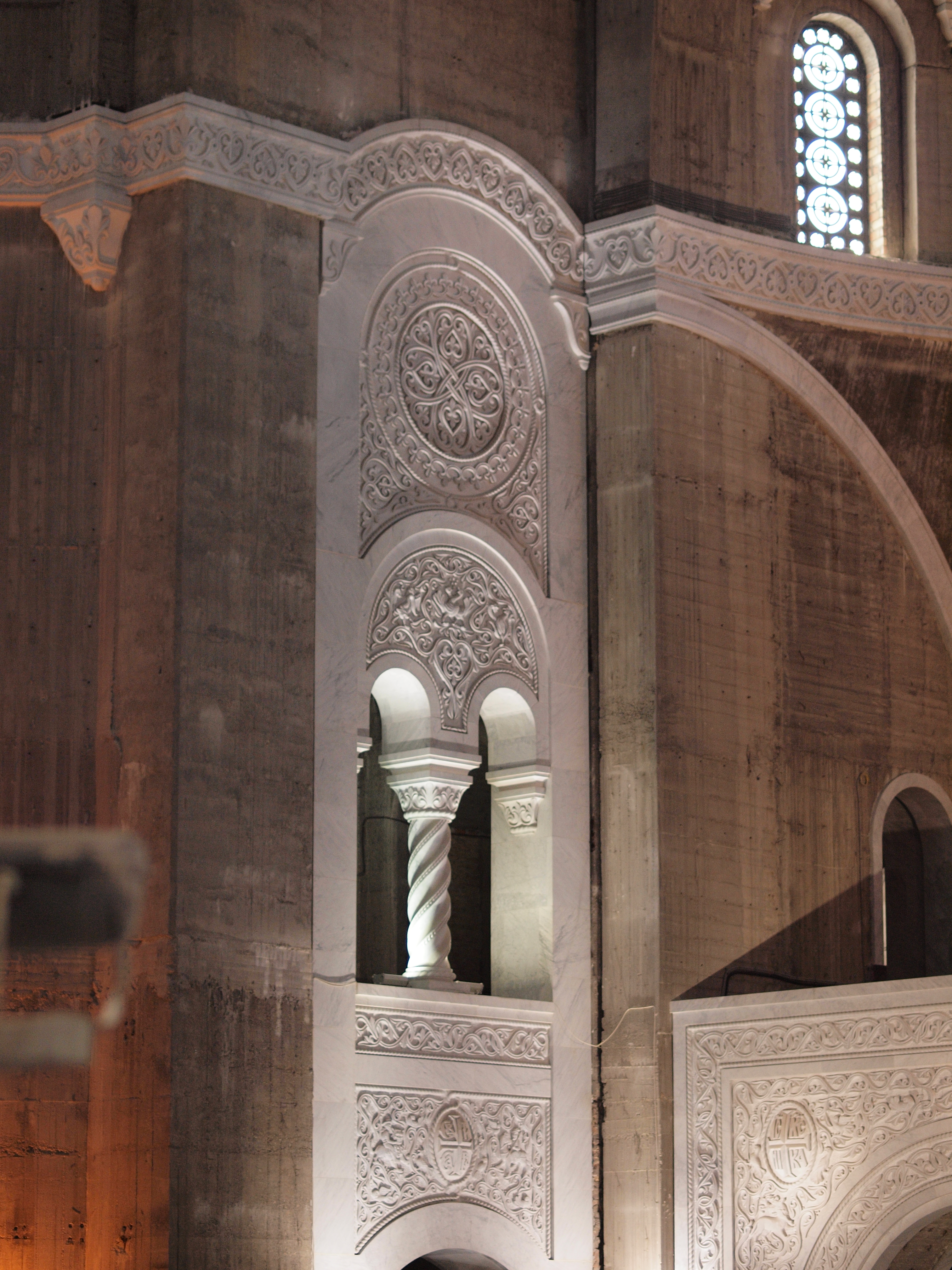
Интерьер
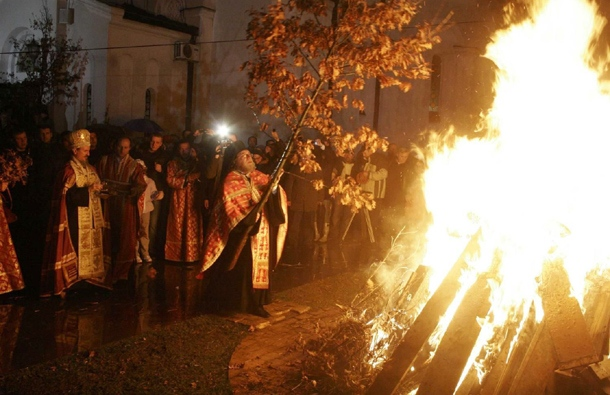
Сожжение бадняка на костре у храма св. Саввы
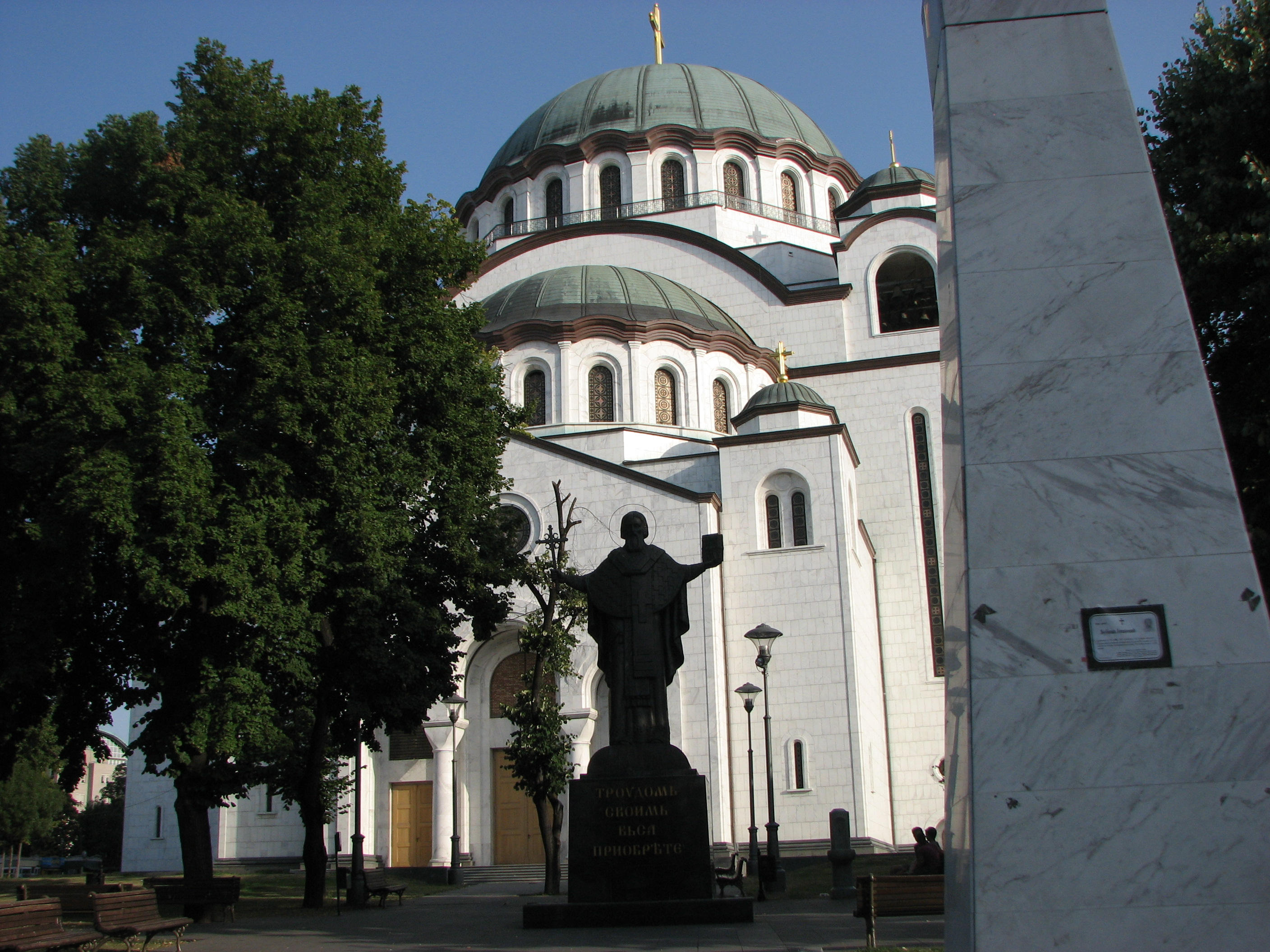
Экстерьер
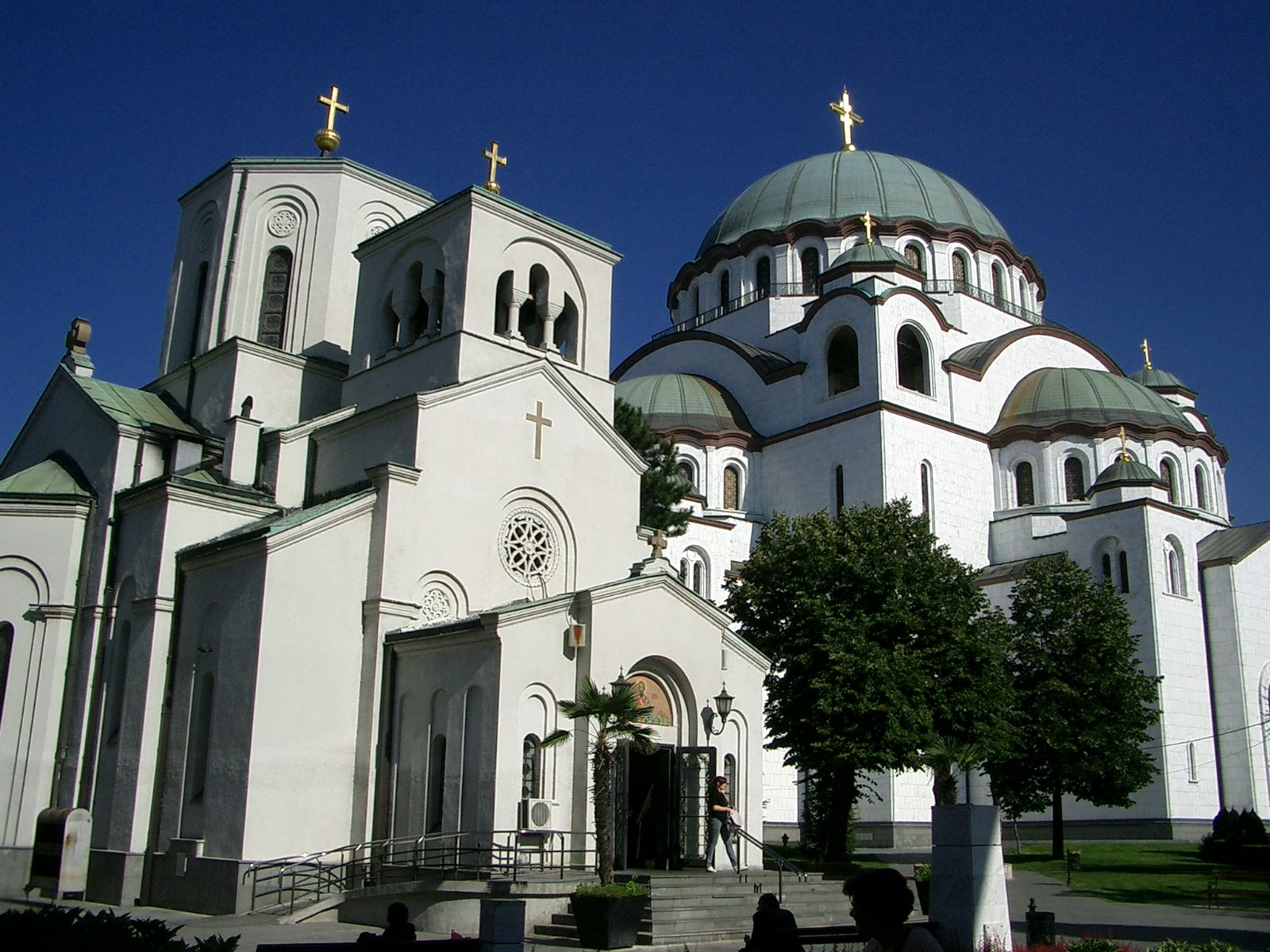
Экстерьер
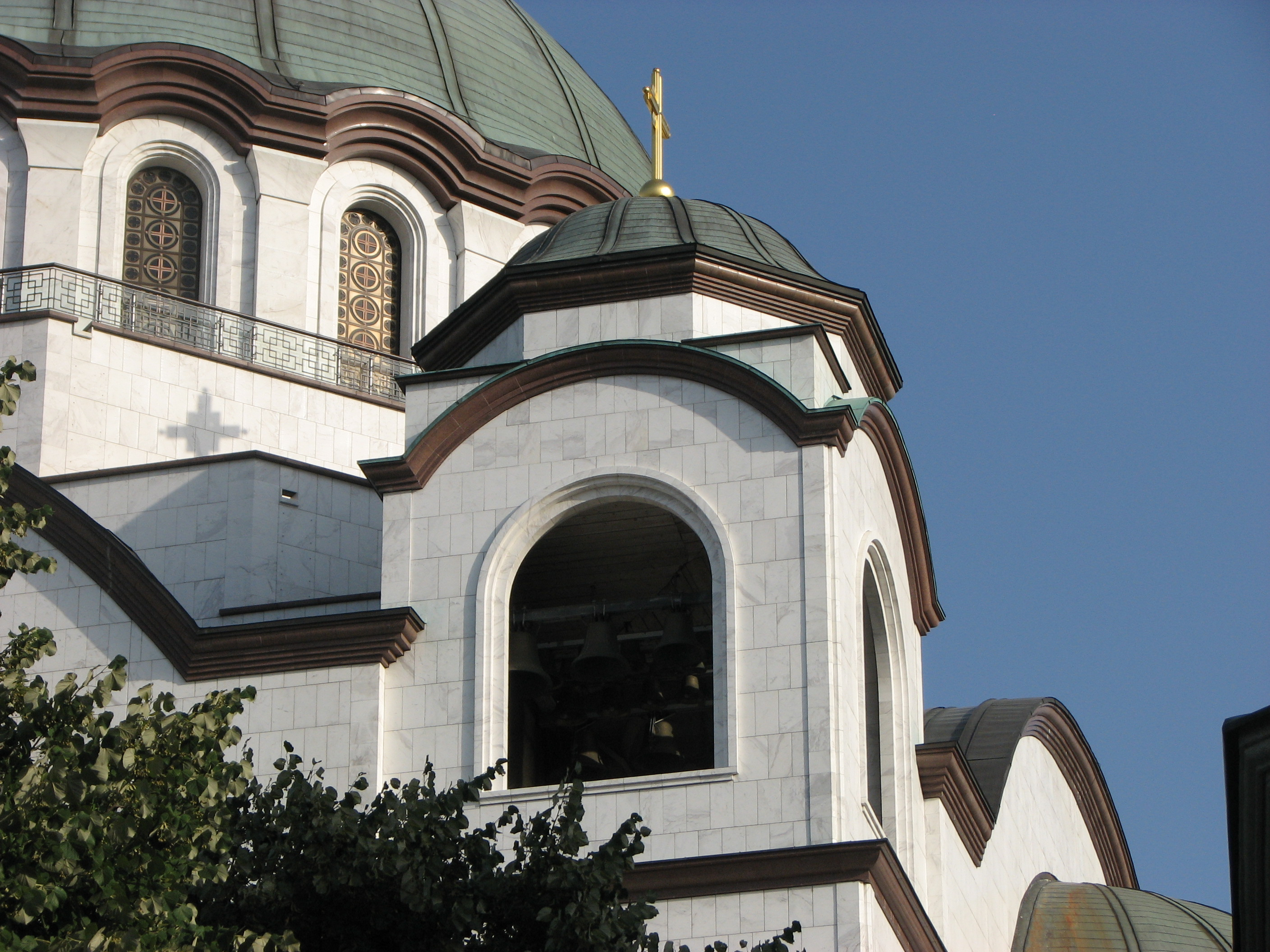
Экстерьер